# Bolinichthys
Bolinichthys is een geslacht van straalvinnige vissen uit de familie van lantaarnvissen (Myctophidae). Het geslacht is voor het eerst wetenschappelijk beschreven in 1972 door Paxton.

## Soorten
- Bolinichthys distofax Johnson, 1975
- Bolinichthys indicus Nafpaktitis & Nafpaktitis, 1969
- Bolinichthys longipes Brauer, 1906
- Bolinichthys nikolayi Becker, 1978
- Bolinichthys photothorax Parr, 1928
- Bolinichthys pyrsobolus Alcock, 1890
- Bolinichthys supralateralis Parr, 1928